# Eurocopter HH-65 Dolphin
El Eurocopter HH-65 Dolphin és un helicòpter bimotor d'un sol rotor principal utilitzat per a recerca i rescat amb capacitat per a evacuació mèdica. És operat per la Guàrdia Costanera dels Estats Units d'Amèrica (USCG). Es tracta d'una variant de l'Eurocopter AS365 Dauphin, fabricat a França.
El 1979, la USCG elegí la versió SA366 G1 Dauphin com a nou helicòpter de rescat aire-mar de curt abast per substituir el Sikorsky HH-52A Sea Guard. S'adquiriren un total de 99 helicòpters optimitzats per a les tasques de recerca i rescat de la USCG, que foren designats HH-65A Dolphin. A diferència de l'HH-52, l'HH-65A no és capaç de dur a terme amaratges. Normalment, l'HH-65 porta una tripulació de quatre persones: pilot, copilot, mecànic de vol i socorrista aeri.